# ウクライナ国家国境庁
ウクライナ国家国境庁（ウクライナこっかこっきょうちょう、ウクライナ語：Державна прикордонна служба України デルジャーヴナ・プルィコルドーンナ・スルージュバ・ウクライィーヌィ、略称：ДПСУ）は、ウクライナ内務省隷下の国境警備隊、沿岸警備隊を管轄する機関である。軍人が勤務する準軍事組織で、国境警備、海上警備の外、出入国管理、国境地帯での密輸など犯罪の捜査も行う。また戦時下においては、同じく内務省隷下の準軍事組織であるウクライナ国家親衛隊（ウクライナ独立から2014年まではウクライナ国内軍）と共にウクライナ軍の指揮下に入り国土防衛などの任務に従事し、ドンバス戦争や2022年に始まったロシアによるウクライナへの全面侵攻でも抗戦の一翼を担っている。
ソ連崩壊時に編成されたウクライナ国境軍と国境軍を監督するウクライナ国家国境警備委員会を再編する形で、2003年に編成された。
ウクライナにおいては、4月30日が「国境警備隊の日」と定められている。

## 機構

### 中央機構
司令部（国家国境庁長官）
- 国家国境庁長官事務局
- 人事局
- 会計・経済局
- 監督・監査局
- マスコミ協力・市民連絡問題課

国境警備部（第一次官/部長）
- 作戦局
- 国境勤務局
- 国境監督・登録局
- 組織動員局
- 通信・情報化局
- 情報分析局
- 監督・文書保障局
- 海上警備局
- 体制・情報保護課
- 外国人業務課
- 捜査・行政処置組織課
- 日常活動組織課
- 畜犬課
- 地図保障局

特別編成業務部（第一次官/部長）
- 職業訓練局
- 非番業務局
- 技術監督・労働保護局
- 消防局
- 市民保障業務班（市民受付）

国際法部（次官/部長）
- 法務保障局
- 国際協力・欧州統合問題局
- 他機関協力班

捜査活動部（次官/部長）
- 捜査局
- 内部・権力保安局
- 捜査技術課
- 捜査文書組織課
- 証拠収集班
- 文書保障・監督班

兵器部（次官/部長）
- 兵器・機材局
- 航空局
- 組織計画課
- 放射線・化学・生物学防護及び生態学的安全局
- 度量衡・標準化局
- 道路交通安全局

保障部（次官/部長）
- 後方局
- 保健局
- 建設・投資局
- 入札購買・価格政策課

### 地域機関

#### 国家国境庁本部直属部隊
- チェルニーヒウ国境支隊（ウクライナ語版）（チェルヒーニウ、軍部隊（ロシア語版、ウクライナ語版、英語版）2253）
- ジトーミル国境支隊（ウクライナ語版）（ジトーミル、軍部隊1495）
- 第10機動国境支隊「ドゾル」（Дозор）（キーウ、軍部隊1496）
- 第15機動国境支隊（軍部隊1551）
- ウクライナ国家国境庁中央病院（ウクライナ語版）（キーウ、軍部隊1465）
- ウクライナ国家国境庁軍楽隊（ウクライナ語版）
- ウクライナ国家国境庁中央博物館（ウクライナ語版）
- 独立機動検問支隊「キーウ」（Окремий контрольно-пропускний пункт «Київ»）

#### 西部国境地域局
- 西部国境地域局（ウクライナ語版）（リヴィウ、軍部隊1468）
  - リヴィウ国境支隊（ウクライナ語版）（リヴィウ、軍部隊2144）
  - ムカチェヴォ国境支隊（ウクライナ語版）（ムカチェヴォ、軍部隊2142）
  - チョープ国境支隊（ウクライナ語版）（チョープ（ウクライナ語版）、軍部隊1493）
  - チェルニウツィー国境支隊（ウクライナ語版）（チェルニウツィー、軍部隊2195）
  - ルーツィク国境支隊（ウクライナ語版）（ルーツィク、軍部隊9971）
  - 西部国境地域局病院（ウクライナ語版）（リヴィウ）

#### 南部国境地域局
- 南部国境地域局（ウクライナ語版）（オデッサ、軍部隊1469）
  - オデッサ国境支隊（ウクライナ語版）（オデッサ、軍部隊2138）
  - ポジリスク国境支隊（ウクライナ語版）（ポジリスク（ウクライナ語版）、軍部隊2196）
  - ビルホロド＝ドニストロフスキー国境支隊（ウクライナ語版）（ビルホロド＝ドニストロフスキー（ウクライナ語版）、軍部隊2197）
  - イズマイール国境支隊（ウクライナ語版）（イズマイール、軍部隊1474）
  - モヒリーウ・ポジーリシキー国境支隊（ウクライナ語版）（モヒリーウ・ポジーリシキー、軍部隊2193）
  - ベルジャーンシク国境支隊（ウクライナ語版）（ベルジャーンシク、軍部隊1491）
  - ヘルソン国境支隊（ウクライナ語版）（ヘルソン、軍部隊2161）
  - 第24独立飛行隊（ウクライナ語版）（オデッサ、軍部隊9997）
  - 南部国境地域局病院（ウクライナ語版）（オデッサ、軍部隊2254）

#### 東部国境地域局
- 東部国境地域局（ウクライナ語版）（ハルキウ、軍部隊1470）
  - ドネツィク国境支隊（ウクライナ語版）（マリウポリ、軍部隊9937）
  - クラマトルスク国境支隊（ウクライナ語版）（クラマトルスク、軍部隊2382）
  - ルハーンシク国境支隊（ウクライナ語版）（リシチャンシク、軍部隊9938）
  - ハルキウ国境支隊（ウクライナ語版）（ハルキウ、軍部隊9951）
  - スームィ国境支隊（ウクライナ語版）（Гриценкове、軍部隊9953）
  - ショストカ国境支隊（ウクライナ語版）（ショストカ（ウクライナ語版）、軍部隊1569）
  - 第26独立飛行隊（ウクライナ語版）(ハルキウ、軍部隊1467）
  - 東部国境地域局病院（ハルキウ）

### 海上警備隊
- 海上国境地域局（ウクライナ語版）（オデッサ、軍部隊1568）
  - マリウポリ海上警備支隊（ウクライナ語版）（マリウポリ→ビルホロド＝ドニストロフスキー、軍部隊1472）
  - オデッサ海上警備支隊（ウクライナ語版）（オデッサ、軍部隊1485）
  - イズマイール海上警備支隊（ウクライナ語版）（イズマイール、軍部隊1560）

### 教育・訓練機関
- ウクライナ国家国境庁士官学校（ウクライナ語版）（フメリニツキー）
- ウクライナ国家国境庁訓練センター（ウクライナ語版）（チェルカースィ、軍部隊9930）
- ウクライナ海上警備隊訓練センター（ウクライナ語版）（イズマイール、軍部隊1499）
- 犬訓練センター（ウクライナ語版）（ヴェーリキィ・モースティ（ウクライナ語版）、軍部隊2418）

### 解体済みの部隊
- 北部国境地域局（ウクライナ語版）（軍部隊1497。本部所在地はジトーミル。ジトーミル国境支隊、チェルニーヒウ国境支隊、ルーツィク国境支隊を隷下に収める。2019年に解体。）

- ドネツィク＝ルハーンシク国境地域局（ウクライナ語版）（軍部隊1566。本部所在地はクラマトルスク。クラマトルスク国境支隊、リシチャンシク国境支隊、ドネツィク国境支隊を傘下に収める。2018年-2019年）
  - リシチャンシク国境支隊（ウクライナ語版）（軍部隊1567。リシチャンシク、2017年-2020年）

- アゾフ＝黒海国境地域局（ウクライナ語版）（軍部隊1486。アゾフ海および黒海沿岸、クリミア半島の警備を担当。2014年のロシアによるクリミア半島併合後も活動を続けるが、2018年に海上国境地域局に再編）
  - シンフェロポリ国境支隊（ウクライナ語版）（軍部隊2161。シンフェロポリ）
  - セヴァストポリ海上警備支隊（ウクライナ語版）（軍部隊2382。セヴァストポリ）
  - ケルチ海上警備支隊（ウクライナ語版）（軍部隊1472。ケルチ）
  - ヤルタ海上警備支隊（ウクライナ語版）（軍部隊1562。ヤルタ）

- その他
  - モスティスカ国境支隊（ウクライナ語版）（軍部隊1494。リヴィウ州モスティスカ（ウクライナ語版、英語版）。西部国境地域局所属。2020年にリヴィウ国境支隊に合併。）

### 保障機関
- 教育支隊
- 病院
- 通信拠点
- ウクライナ国家国境庁国家アカデミー
- 保障部隊
- ？学校
- 中央通信拠点
- 科学研究所

## 装備

### 航空機
- An-72P
- An-24
- An-26
- Mi-8T
- Mi-8MT
- Mi-9
- An-38 ※導入予定

### 艦艇
- 1241.2号計画「ブルィスカーヴカ」型海上警備艦（Блискавка）
- 205P号計画「タラーントゥル」型海上警備艦（Тарантул）
- 1400M号計画「フルィーフ」型海上警備艇（Гриф）
- 50030号計画「カルカーン」型海上警備艇（Калкан）
- 14720号計画「フヴィーリャ」型特殊任務小型海上警備艇（Хвиля）
- 1360号計画「クルィーム」型特殊任務小型警備艇（Крим）
- 「ガレオン-280」型小型艇
- 「ガリア-640」型小型艇
- 「UMS-600」型小型艇
- 「ヘビー・デューティー-460」型小型艇

ウクライナ国家国境庁

## 歴代司令官
（ウクライナ国境軍時代も含む）
| 代 | 氏名                   | 階級     | 就任   | 退任   |
| -- | ---------------------- | -------- | ------ | ------ |
| 1  | ヴァレリー・フベンコ   | 上級大将 | 1992年 | 1994年 |
| 2  | ヴィクトル・バニッヒ   | 大将     | 1994年 | 1999年 |
| 3  | ボリス・オレクシエンコ | 大将     | 1999年 | 2001年 |
| 4  | ミコラ・リトヴィン     | 上級大将 | 2003年 | 2014年 |
| 5  | ヴィクトル・ナザレンコ | 上級大将 | 2014年 | 2017年 |
| 6  | ペトロ・ツフカル       | 上級大将 | 2017年 | 2019年 |
| 7  | セルヒー・デイネコ     | 少将     | 2019年 | 現職   |